# Dobrná
Obec Dobrná (německy Dobern či později Hochdobern) se nachází v okrese Děčín v Ústeckém kraji. Obec je rozdělena do tří částí: Dobrná, Folge a Brložec zaujímající výměru 8,81 km². Celkem v nich žije 446 obyvatel. V okolí obce se nacházejí obce Huntířov, Ludvíkovice a další. V současnosti dochází k obnově obce Dobrná a postupnému se vymanění z finančních pohledávek a znovuobnovení obce. V obci se nachází mateřská škola a pošta.

## Historie obce
Počátky obce sahají až do 13. století, kde se obec rozkládání nyní, dříve stávala osada datovaná k roku 1230 na místě keltsko-germánského osídlení. První zmínky o obci jsou datovány do roku 1467. Obec vždy samostatná nebyla, již od roku 1392 byla přiřazena pod Benešov. Na počátku 15. stol. se , i když okrajově dotkla Dobrné historie husitských válek, neboť roku 1426 vpadla husitská vojska do Benešova nad Ploučnicí.
Dnešní název Dobrná byl převzat z německého Dobern či později Hochdobern, původ tohoto jména není znám ,existuje spousta teorií - pravděpodobně jmény vyjadřuje osídlení na vrchu, pod prameny. Obec Dobrná patřila také na čas pod farnost Huntířova,ale již roku 1486 byla přiřazena pod Benešov. Pro snadnější cestování mezi obcemi(Dobrná-Benešov) byla zřízena tzv. „kněžská cesta“ na jejichž části se nacházel morový hřbitov. V tomto období měla obec 200 obyvatel a roku 1525 zde byl zřízen obecní mlýn.
Obec patřila pod správu rodu Salhausenů, kteří přišli do Benešova poté, co opustili děčínské panství. Bohužel po několika letech poklidného života byla obci zasažena rána třicetileté války, lidé zde trpěli nedostatkem jídla , neustálé drancování dovedlo obec takřka k zániku. Vzhledem k blížícímu se konci této války byli obyvatelé vyznávající luteránství od Salhasenů přinuceni násilně přejít na katolickou víru ,tento podnět započal s příchodem rodu Thun-Hohenstein. Po tomto období měla obec pouze 24 domů a obyvatelé byli pouze sedláci, domkaři či zemědělci.
Poté, co obecní mlýn vyhořel, byl obnoven roku 1714 a o osm let později zde byla vystavěna a zřízena obecní škola. Již v roce 1747 byla vystavěna kaple sv. Jana Nepomuckého na místě zvaném „Owand“ ve středu vesnice. Za vlády Marie Terezie bylo zřízeno číslování domů a v Dobrné k tomuto počinu došlo roku 1771. Obec byla zasažena další osudovou ranou, když zde vypukl tyfus[nepřesný odkaz], který si vyžádal 91 obětí. V roce 1785 byly za pomoci rychtáře vyměřeny veškeré pozemky v obci a za vlády císaře Josefa II. patřila obec zase k farnosti Huntířov.
V 19. století obci zasáhla další epidemie tentokrát úplavice, která si vyžádala 46 obětí a o rok později byl vystavěn pomník na památku obětí této choroby. Roku 1826 byla vystavěna silnice spojující Dobrnou a sousední vesnici Huntířov. Rok 1842 se zapsal také do historie obce svým nebývalým suchem a velmi mizivou úrodou, kdy byli postiženi především občané nejchudších vrstev. Dalším významným datem byl rok 1843, kdy pozemky obce byly měřeny již přesněji, císařským geometrem, a také další živelní katastrofa,která obce postihla a to ničivé krupobití, které zničilo opět veškerou úrodu.
Druhá polovina 19. století byla však nad míru dobrá. Došlo k postavení druhé budovy školy, následně byl vystavěn bleskosvod a také syn místního sedláka Florian Ritschel v obci nechal vystavěn továrnu na kamenáčové knoflíky. V roce 1865 došlo k výstavbě další silnici spojující obec s Ovesnou a následně s Benešovem nad Ploučnicí. Roku 1885 vznikl v Dobrné první hasičský sbor a škola byla rozšířena na trojtřídní. U příležitosti padesátého výročí vlády Josefa II. byl před školou vysazen dub a druhý dub byl vysazen o 10 let později při stejné příležitosti. Dále byla vystavěna silnice na Folknáře a následně na Brložec. A již roku 1912 obec přejala název Hochdobern.
20. století s sebou neslo velmi poklidnou atmosféru pro rozvoj obce.Byla zde otevřena pošta, došlo k dalšímu rozvoji průmyslových oblastí či oblastí služeb. Jenomže tato dobrá atmosféra trvala pouze do začátku první světové války, kdy občané obce ,tak i ostatní příslušníci rakousko-uherské monarchie museli odvádět vysoké naturální dávky,tím došlo k dalšímu strádání, bída a hlad byly na každém rohu. Muži byli povoláváni na vojnu a ženám se pouze dostávala do rukou oznámení o úmrtí. První světová válka přinesla spoustu obětí, mezi nimiž byli i občané Dobrné. Mnozí z těch, kteří přežili, zůstali nadosmrti invalidními.…
V roce 1918 konečně zavládl mír, došlo k pomalému znovu obnovování obce Dobrná. V letech 1919–1920 byla na místě tamější továrny vystavěna koželužna a barvírna, v roce 1920 se obec dočkala elektrického osvětlení. V roce 1923 byla dokončena silnice do Březin a tím se Dobrná stala středem propojení okolních vesnic. V roce 1925 byla obec osvětlena pouličním osvětlením a o rok později byla zahájena první autobusová linka Dobrná – Brložec – Březiny – Děčín rozšířena až do Huntířova. Roku 1932 byl vztyčen pomník obětem první světové války. K roku 1939 zde žilo 879 obyvatel a obec již měla vybudovaný vodovod.
Když se dostal k moci Adolf Hitler a byla podepsána Mnichovská dohoda, již 3. října 1938 došlo k postupnému zabrání Sudet a tím i vpádu německých vojsk do Dobrné. Blížící se válka opět přinesla další rány, které obec zasáhly. Nedostávalo se potravin, ošacení a dalších potřebných věcí k životu. Vysvobozením byl až rok 1945, kdy došlo k ukončení války a následnému odsunu německého obyvatelstva a zároveň postupnému doosídlování obce přistěhovalci, navrátilci z vnitrozemí.

## Obyvatelstvo
|                                                      | 1869  | 1880  | 1890  | 1900  | 1910  | 1921 | 1930 | 1950 | 1961 | 1970 | 1980 | 1991 | 2001 | 2011 |
| ---------------------------------------------------- | ----- | ----- | ----- | ----- | ----- | ---- | ---- | ---- | ---- | ---- | ---- | ---- | ---- | ---- |
| Obyvatelé                                            | 1 071 | 1 109 | 1 052 | 1 069 | 1 000 | 908  | 966  | 411  | 440  | 490  | 390  | 353  | 364  | 389  |
| Domy                                                 | 178   | 186   | 181   | 192   | 193   | 191  | 192  | 191  | 111  | 100  | 86   | 113  | 105  | 111  |
| Data z roku 1961 zahrnují domy místní části Brložec. |       |       |       |       |       |      |      |      |      |      |      |      |      |      |

## Turistické cíle
- Východně nad obcí se rozkládá výrazná hora Dobrná, vysoká 535 m.[6]
- Západně nad obcí stojí rozhledna Sokolí vrch, která je druhou nejvyšší vyhlídkou v severních Čechách a oblíbeným místem turistů z okolí Děčínska. Rozhledna se nachází ve výšce 504 m n. m., původně však tato nejmladší vyhlídka neměla sloužit jako rozhledna, ale pouze jako základnová stanice společnosti T-Mobile Czech Republic.

## Pamětihodnosti
- Kaple svatého Jana Nepomuckého se zvonicí
- Pomník obětem první světové války
- Venkovská usedlost čp. 10
- Venkovská usedlost čp. 59
- Venkovská usedlost čp. 67
- Venkovská usedlost čp. 77
- Venkovská usedlost čp. 87
- Venkovská usedlost čp. 88
- Venkovská usedlost čp. 155[7]

## Firmy
Živnostníci v obci podnikají ať už v lesnictví, zemědělství tak zároveň v zemních a dopravních stavbách atd.

## Části obce
- Dobrná
- Brložec